# Cắt Eleonora

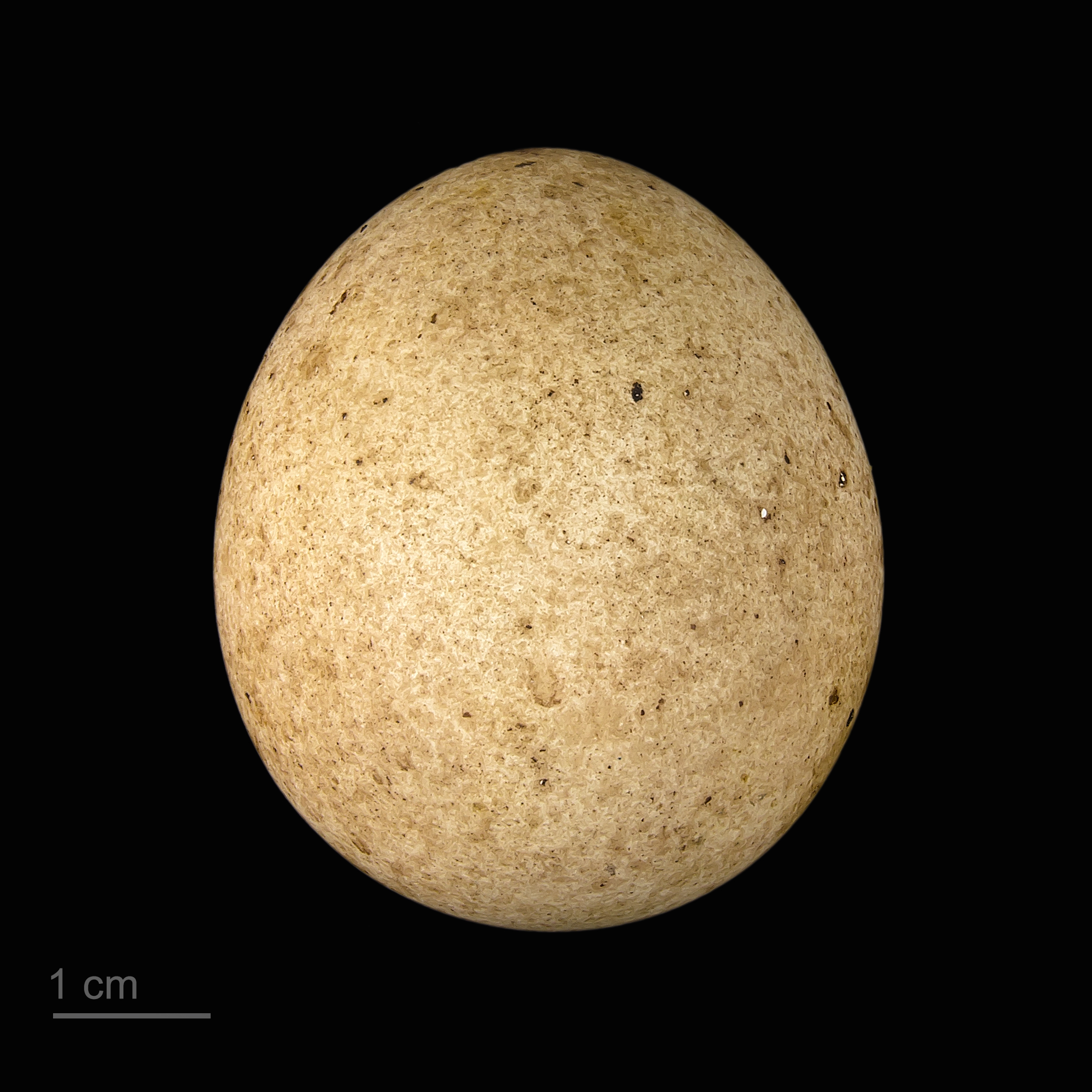
Falco eleonorae

Cắt Eleonora (danh pháp hai phần: Falco eleonorae) là một loài chim săn mồi thuộc chi Cắt trong họ Cắt (Falconidae.
Loài chim này sinh sản trên các hòn đảo ở Địa Trung Hải đặc biệt là ngoài khơi Hy Lạp (nơi hai phần ba quần thể trên thế giới của loài này sinh sản), nhưng cũng sinh sản ở quần đảo Canary, ngoài khơi Tây Ban Nha, Ý, Croatia, Morocco và Algeria. Công viên Tiloslà khu vực chăn nuôi 10% số lượng thế giới của cắt Eleonora. Sáu trăm năm mươi cặp này sinh sản trên hòn đảo này theo nghiên cứu được tiến hành bởi Hiệp hội nghiên cứu chim Hy Lạp và European Union LIFE-Nature của Tilos. Nó là loài hiếm khi lang thang phía bắc phạm phân bố của nó.